# Mattias Lamhauge
Mattias Heðinsson Lamhauge (ur. 2 sierpnia 1999) – farerski piłkarz grający na pozycji bramkarza w klubie FC Fredericia.

## Kariera klubowa

### HB Tórshavn II
Lamhauge zadebiutował w drugiej drużynie HB Tórshavn 11 marca 2017 w meczu z B68 Toftir (przeg. 0:1). Pierwsze czyste konto zachował 7 maja 2017 w wygranym 4:0 spotkaniu przeciwko drugiej drużynie B36 Tórshavn. Łącznie dla tych rezerw rozegrał 37 meczów, 5 razy zachowując czyste konto.

### AB Argir
Lamhauge był dwukrotnie wypożyczany do AB Argir – najpierw 15 sierpnia 2018, a drugi raz 13 kwietnia 2019. Debiut dla tego klubu zaliczył 19 sierpnia 2018 w starciu z B36 Tórshavn (1:1). Ostatecznie w barwach AB Argir Farer wystąpił 10 razy.

### B36 Tórshavn II
Lamhauge zadebiutował w drugiej drużynie B36 Tórshavn 7 marca 2020 w meczu z B68 Toftir (przeg. 0:1). Pierwsze czyste konto zachował 11 lipca 2020 w zremisowanym 1:1 spotkaniu przeciwko B68 Toftir (Lamhauge zszedł z boiska przy stanie 1:0 dla B36 Tórshavn). Łącznie dla tych rezerw rozegrał 12 meczów, jeden raz zachowując czyste konto.

### B36 Tórshavn
Lamhauge przeniósł się do B36 Tórshavn 1 stycznia 2020. Debiut dla tego klubu zaliczył 27 maja 2020 w wygranym 3:1 spotkaniu przeciwko TB Tvøroyri. Pierwsze czyste konto zachował 7 marca 2021 w meczu z 07 Vestur (wyg. 2:0). Łącznie w barwach B36 Tórshavn rozegrał 81 ligowych spotkań, w których zanotował 31 czystych kont.

### FC Fredericia
W styczniu 2024 Lamhauge został zawodnikiem duńskiego klubu FC Fredericia. W 1. division zadebiutował 25 lutego 2024 w wygranym 2:0 meczu z Hobro IK. W sezonie 2024/2025 wywalczył z zespołem awans do Superligaen.

## Kariera reprezentacyjna
| Mecze i gole w reprezentacji | Mecze i gole w reprezentacji | Mecze i gole w reprezentacji | Mecze i gole w reprezentacji | Mecze i gole w reprezentacji | Mecze i gole w reprezentacji | Mecze i gole w reprezentacji | Mecze i gole w reprezentacji |
| Wyspy Owcze U-19             | Wyspy Owcze U-19             | Wyspy Owcze U-19             | Wyspy Owcze U-19             | Wyspy Owcze U-19             | Wyspy Owcze U-19             | Wyspy Owcze U-19             | Wyspy Owcze U-19             |
| Lp.                          | Data                         | Miejsce                      | Gospodarz                    | Gość                         | Wynik                        | Gol                          | Rozgrywki                    |
| ---------------------------- | ---------------------------- | ---------------------------- | ---------------------------- | ---------------------------- | ---------------------------- | ---------------------------- | ---------------------------- |
| 1.                           | 08.06.2017                   | Useldange                    | Luksemburg U-19              | Wyspy Owcze U-19             | 0:1                          |                              | Mecz towarzyski              |
| 2.                           | 14.11.2017                   | Sliwen                       | Islandia U-19                | Wyspy Owcze U-19             | 1:2                          |                              | el. ME U-19 2018             |
| Wyspy Owcze                  |                              |                              |                              |                              |                              |                              |                              |
| Lp.                          | Data                         | Miejsce                      | Gospodarz                    | Gość                         | Wynik                        | Gol                          | Rozgrywki                    |
| 1.                           | 29.03.2022                   | Murcja                       | Liechtenstein                | Wyspy Owcze                  | 0:1                          |                              | Mecz towarzyski              |
| 2.                           | 19.11.2022                   | Prisztina                    | Kosowo                       | Wyspy Owcze                  | 1:1                          |                              | Mecz towarzyski              |
| 3.                           | 24.03.2023                   | Kiszyniów                    | Mołdawia                     | Wyspy Owcze                  | 1:1                          |                              | el. ME 2024                  |
| 4.                           | 07.09.2023                   | Warszawa                     | Polska                       | Wyspy Owcze                  | 0:2                          |                              | el. ME 2024                  |
| 5.                           | 10.09.2023                   | Thorshavn                    | Wyspy Owcze                  | Mołdawia                     | 0:1                          |                              | el. ME 2024                  |
| 6.                           | 12.10.2023                   | Thorshavn                    | Wyspy Owcze                  | Polska                       | 0:2                          |                              | el. ME 2024                  |
| 7.                           | 15.10.2023                   | Pilzno                       | Czechy                       | Wyspy Owcze                  | 0:1                          |                              | el. ME 2024                  |
| 8.                           | 20.11.2023                   | Tirana                       | Albania                      | Wyspy Owcze                  | 0:0                          |                              | el. ME 2024                  |
| 9.                           | 26.03.2024                   | Brøndbyvester                | Dania                        | Wyspy Owcze                  | 0:2                          |                              | Mecz towarzyski              |
| 10.                          | 25.03.2025                   | Nikšić                       | Czarnogóra                   | Wyspy Owcze                  | 0:1                          |                              | el. MŚ 2026                  |

## Sukcesy
Sukcesy w karierze klubowej:
- Betrideildin – 1×, z HB Tórshavn, sezon 2018
- Puchar Wysp Owczych – 2×, z HB Tórshavn (2019) i B36 Tórshavn (2021)
- Superpuchar Wysp Owczych – 1×, z HB Tórshavn, sezon 2019
- Superpuchar Wysp Owczych – 1×, z B36 Tórshavn, sezon 2022